# Pentafluorur de fòsfor
El pentafluorur de fòsfor (fluorur de fòsfor (V)) és un compost químic inorgànic. Format pels elements fòsfor i fluor de fórmula PF₅ i pertany a la classe de compostos dels halurs de fòsfor. En condicions normals és un gas incolor, altament tòxic i no inflamable amb una olor acre. En aire humit o dissolt en aigua, reacciona violentament amb la formació de fluorur d'hidrogen HF i àcid fosfòric H₃PO₄. S'utilitza com a catalitzador en reaccions de polimerització d'ions.

## Història
El pentafluorur de fòsfor va ser descobert i descrit per primera vegada el 1876 pel químic britànic Thomas Edward Thorpe (1845-1925).

## Síntesi
El pentafluorur de fòsfor pot originar-se de la fluoració de pentaclorur de fòsfor PCl₅ amb l'ajuda de trifluorur d'arsènic AsF₃ amb formació de triclorur d'arsènic AsCl₃ segons la reacció.
{\displaystyle \mathrm {3\ PCl_{5}\ +\ 5\ AsF_{3}\ \longrightarrow \ 3\ PF_{5}\ \uparrow \ +\ 5\ AsCl_{3}} }
El pentafluorur de fòsfor s'allibera com a gas de fumar fort, mentre que el triclorur d'arsènic es manté líquid.
O mitjançant fluoració directa del fòsfor vermell a baixa temperatura:
{\displaystyle {\mathsf {P\ {\xrightarrow[{-60^{o}C}]{F_{2}(gas)}}\ PF_{5},PF_{3}}}}
PF₅ es pot preparar per fluoració del pentaclorur de fòsfor PCl₅ amb trifluorur d'arsènic AsF₃:
3PCl₅ + 5AsF₃ → 3PF₅ + 5AsCl₃
Alternativament PF₅ es pot obtenir per descomposició tèrmica de NaPF₆ o Ba(PF₆)₂.

## Estructura

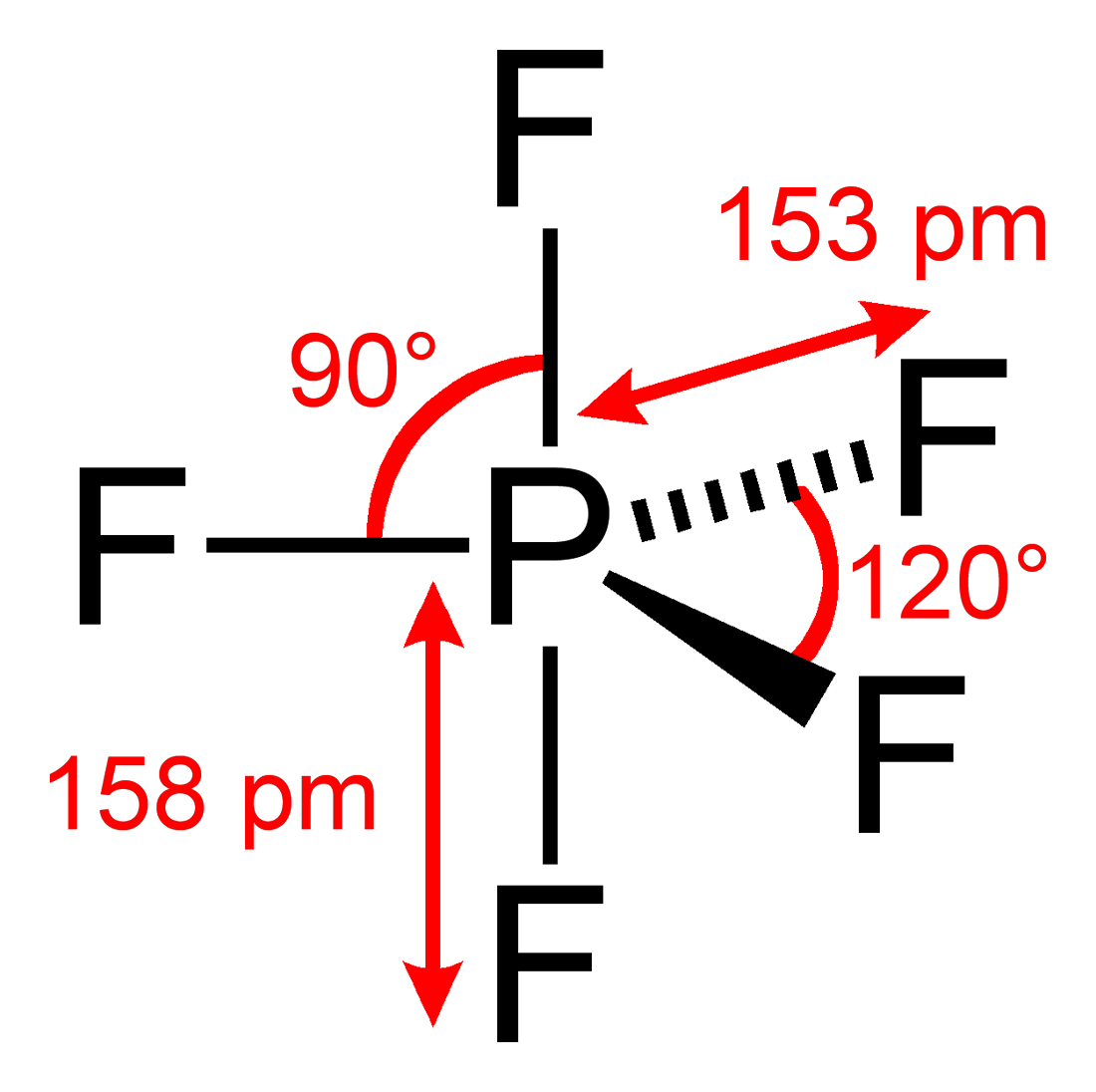
Molècula de PF5

La molècules de pentafluorur de fòsfor posseeixen forma bipiramidal trigonal, amb l'àtom de fòsfor al centre i els covalentement units àtoms de fluor a la base triangular (posició equatorial) i en els dos vèrtexs (posicions axial o apical) de la bipirámide. Els enllaços F−P−F formen angles de 120° a la zona durant els dos enllaços a àtoms de fluor apicals perpendiculars a la base. Els estudis de monocristalls amb rajos X indiquen que la molècula PF₅ té dos tipus diferents d'enllaços P−F (axial i equatorial): la longitud axial de l'enllaci P-F és 158,0 pm i la longitud de l'equatorial P-F és 152,2 pm. L'anàlisi en fase gasosa mitjançant difracció d'electrons dona valors similars: els enllaços axials F P 158 pm i els equatorials F P-153 pm.
Encara que la geometria bipirámide trigonal deu distingir-se dos tipus d'àtoms de fluor, en els mesuraments amb RMN espectroscòpia en comptes de l'esperada dos senyals solament apareix un sol senyal per als àtoms de fluor. Fins i tot a temperatures tan baixes com -100 ° C, no pot distingir el fluor axial de l'equatorial.Això és a causa de la baixa barrera per pseudorrotació a través del mecanisme de Berry, els àtoms de fluor estan canviant constantment les seves posicions dins de la molècula. Aquest canvi té lloc més ràpidament que el mesurador pot capturar-ho i en els espectres es representa una estructura feta una mitjana de en el temps amb aparentment cinc àtoms de fluor iguals. L'equivalència aparent dels centres F en PF5 la va observar per primera vegada per Gutowsky. L'explicació va ser descrita per primera vegada per R. Stephen Berry, per la qual cosa rep el nom de mecanisme de Berry. La pseudorotation de Berry influeix en l'espectre de RMN del 19F del PF₅ lloc que la espectroscopía de RMN opera en una escala de temps del mil·lisegon. La difracció d'electrons i la cristal·lografia de rajos X no detecten aquest efecte com les seves escales de temps són significativament més curt.

## Propietats

### Propietats físiques
En pentafluorur de fòsfor en condicions estàndard és un gas incolor i és al voltant de 4,5 vegades més pesat que l'aire.
Per sota del punt de fusió de -93,8 ° C el pentafluorur de fòsfor cristal·litza en el sistema cristal·lí hexagonal en el grup espacial P6₃/mmc amb paràmetres de xarxa una a= 556 pm i c= 618 pm (c / a = 1,11) i dues unitats de fórmula per cel·la unitat.

### Propietats químiques
Es descompon quan s'escalfa:
{\displaystyle {\mathsf {PF_{5}\ {\xrightarrow {400^{o}C}}\ PF_{3}+F_{2}}}}
És extremadament susceptible a la hidròlisi. En aire humit, o en general quan està en contacte amb l'aigua es descompon espontàniament en una reacció violenta amb la formació de fluorur d'hidrogen HF i àcid fosfòric H₃PO₄
{\displaystyle \mathrm {PF_{5}\ +\ 4\ H_{2}O\ \longrightarrow \ 5\ HF\ +\ H_{3}PO_{4}} }
Per la formació de HF en contacte amb l'aigua, el pentafluorur de fòsfor pot gravar superfícies de vidre.
Però la reacció amb el vapor d'aigua és diferent:
{\displaystyle {\mathsf {PF_{5}+H_{2}O\ {\xrightarrow {}}\ POF_{3}+2HF}}}
En calent, reacciona amb l'òxid de silici:
{\displaystyle {\mathsf {2PF_{5}+SiO_{2}\ {\xrightarrow {}}\ 2POF_{3}+SiF_{4}}}}
De pentafluorur de fòsfor existeixen derivats en forma de fluorofosfat HPF₄, H₂PF₃ i H₃PF₂, en el qual els àtoms d'hidrogen substitueixen àtoms de fluor en les posicions equatorials.
Reacciona amb álcalis:
{\displaystyle {\mathsf {PF_{5}+8NaOH\ {\xrightarrow {}}\ Na_{3}PO_{4}+5NaF+4H_{2}O}}}
Ja que en solucions amb altes concentracions d'ió fluorur el pentafluorur de fòsfor reacciona com un àcid de Lewis per l'hexafluorofosfat de (V) anió PF₆, isoelèctric de l'hexafluorur de sofre SF₆ i anió hexafluorosilicat (IV) SiF₆-2. El subjacent hexafluorofosfòric HPF₆ pot ser anàleg a l'àcid fluosilícic H₂SiF₆, però no aïllat en forma pura perquè en la deshidratació es descompon amb eliminació de HF al seu torn PF₅.
Amb fluorur de metall (Na, K, Rb, Cs, Tl, Ag) forma hexafluorofosfat:
{\displaystyle {\mathsf {PF_{5}+NaF\ {\xrightarrow {T}}\ Na[PF_{6}]}}}

## Seguretat
El PF₅ està disponible comercialment. És un gas molt tòxic, que provoca greus cremades en la pell, ulls i membranes mucoses. Reacciona violentament amb l'aigua amb alliberament de fluorur d'hidrogen (tòxics i corrosius). No hi ha dades que suggereixin propietats cancerígenes. No existeixen dades sobre els efectes ecològics.